# Wichita Falls
Wichita Falls es una ciudad ubicada en el condado de Wichita en el estado estadounidense de Texas. En el Censo de 2010 tenía una población de 104553 habitantes y una densidad poblacional de 559,39 personas por km².

## Geografía
Wichita Falls se encuentra ubicada en las coordenadas 33°54′24″N 98°31′33″O / 33.90667, -98.52583. Según la Oficina del Censo de los Estados Unidos, Wichita Falls tiene una superficie total de 186.9 km², de la cual 186.84 km² corresponden a tierra firme y (0.03%) 0.06 km² es agua.

## Demografía
Según el censo de 2010, había 104553 personas residiendo en Wichita Falls. La densidad de población era de 559,39 hab./km². De los 104553 habitantes, Wichita Falls estaba compuesto por el 73.23% blancos, el 12.69% eran afroamericanos, el 1% eran amerindios, el 2.36% eran asiáticos, el 0.09% eran isleños del Pacífico, el 7.46% eran de otras razas y el 3.17% pertenecían a dos o más razas. Del total de la población el 18.91% eran hispanos o latinos de cualquier raza.

## Educación
El Distrito Escolar Independiente de Wichita Falls gestiona escuelas públicas.